# راي أغيلار
راي أغيلار (بالإنجليزية: Ray Aguilar)‏ هو سياسي أمريكي، ولد في 1947.